# Éric Hélary
Éric Hélary (nacido el 10 de agosto de 1966) es un piloto automovilístico francés. Su trayectoria ha abarcado pruebas de monoplazas, y campeonatos deresistencia y de turismos. Ganó el Campeonato francés de Fórmula Tres en 1990 y es conocido por su victoria en las 24 Horas de Le Mans en 1993. Fue campeón en 2011 de la categoría Euro Racecar.

## Carrera en monoplazas
La carrera deportiva de Hélary comenzó de manera convencional, con un período dedicado al karting entre 1981 y 1984. Progresó a la Fórmula Ford francesa en 1987 y ganó el título el año siguiente. A continuación pasó a la Fórmula 3 francesa en 1989 y ganó ese título en su segundo año. Su carrera en los monoplazas terminó en la Fórmula 3000 Internacional. 

## Coches deportivos

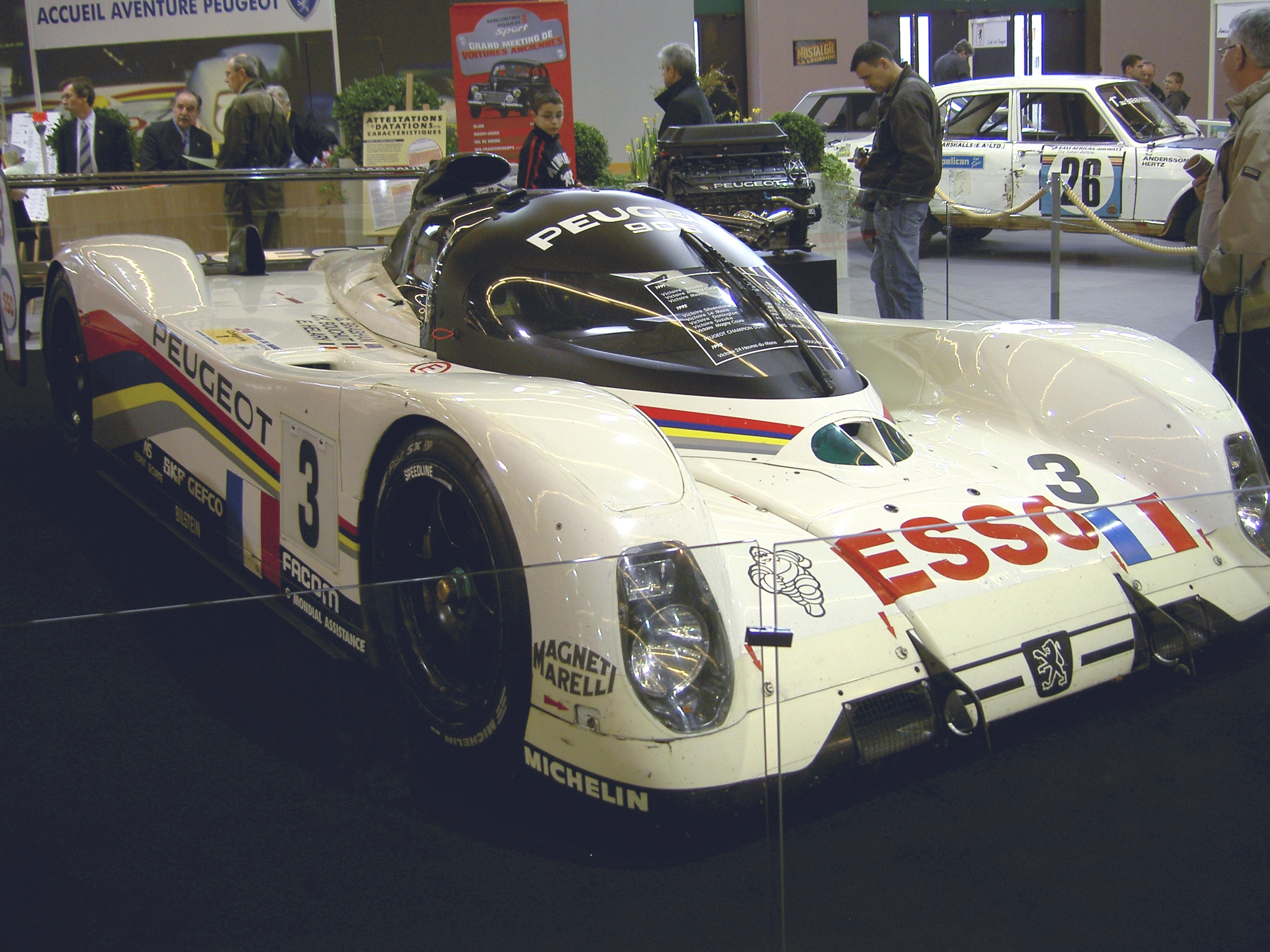
El Peugeot 905 Evo 1B de Hélary

Hélary participó por primera vez en carreras de coches deportivos en el campeonato One-make de la Copa Peugeot Spyder en 1992, y obtuvo el título de pilotos en 1993. En el mismo año, debutó en las 24 Horas de Le Mans en el equipo de fábrica del Peugeot 905 junto a Christophe Bouchut y Geoff Brabham. Anteriormente había conducido este automóvil con Bouchut en 1992. 
Después de un período en turismos, Hélary regresó a las carreras de resistencia en el Campeonato FIA GT en 1996, conduciendo un Chrysler Viper. No volvió a competir en coches deportivos hasta que regresó a los FIA GT en 2001. Su siguiente participación en las carreras de resistencia fue otra carrera individual, esta vez en el Campeonato FIA Sportscar en 2003, conduciendo un Pescarolo Courage -Peugeot junto a Nicolas Minassian. Hizo otra aparición de una sola prueba con Pescarolo en la Serie Le Mans Endurance 2004 y regresó a la serie para una temporada completa en 2006. Actualmente es empleado de Peugeot como su piloto de pruebas oficial para el Peugeot 908 HDi FAP. 

## Turismos
Hélary hizo su debut en turismos en el campeonato de Supertourisme francés en 1994, conduciendo para Opel. Ese año fue quinto, y alcanzó la segunda posición en el campeonato de 1995. Participó en las carreras sobre hielo durante el invierno de 1996,  disputando el Trophée Andros con Opel. Se adaptó bien y terminó en cuarto lugar,  siendo segundo en la temporada de 1997. 
Hélary pasó el resto de 1997 trabajando como piloto de pruebas para el equipo de la Super Tourenwagen Cup de BMW en Alemania y luego regresó a Opel durante dos años de carreras en la serie en 1998 y 1999. Cuando se relanzó el Deutsche Tourenwagen Masters en 2000, Hélary y Opel permanecieron juntos. Hizo una aparición más en el DTM en 2002 antes de regresar al Supertourisme francés para una tercera temporada, en la que terminó cuarto en la clasificación. Permaneció una temporada completa en las carreras de coches deportivos, antes de inscribirse en el programa de turismos. En 2005 disputó su cuarta temporada en el Supertourisme francés y compitió en una ronda del Campeonato Mundial de Turismos en un Peugeot 407 para Peugeot Sport Dinamarca. 

## Resultados

### 24 Horas de Le Mans
| Año  | Equipo                                 | Copilotos                             | Automóvil                 | Clase  | Vueltas | Pos. | Pos. Clase |
| ---- | -------------------------------------- | ------------------------------------- | ------------------------- | ------ | ------- | ---- | ---------- |
| 1993 | Peugeot Talbot Sport                   | Christophe Bouchut Geoff Brabham      | Peugeot 905 Evo 1B        | C1     | 375     | 1.º  | 1.º        |
| 1994 | Michel Hommel                          | Alain Cudini Jean-Christophe Boullion | Bugatti EB110 SS          | GT1    | 230     | DNF  | DNF        |
| 1995 | Courage Compétition                    | Bob Wollek Mario Andretti             | Courage C34-Porsche       | WSC    | 297     | 2.º  | 1.º        |
| 1996 | Viper Team Oreca                       | Philippe Gache Olivier Beretta        | Chrysler Viper GTS-R      | GT1    | 283     | 21.º | 12.º       |
| 1997 | Team BMW Motorsport BMW Team Schnitzer | Peter Kox Roberto Ravaglia            | McLaren F1 GTR            | GT1    | 358     | 3.º  | 2.º        |
| 1998 | Toyota Motorsports Toyota Team Europe  | Martin Brundle Emmanuel Collard       | Toyota GT-One             | GT1    | 191     | DNF  | DNF        |
| 2002 | Pescarolo Sport                        | Stéphane Ortelli Ukyo Katayama        | Courage C60-Peugeot       | LMP900 | 144     | DNF  | DNF        |
| 2003 | Pescarolo Sport                        | Nicolas Minassian Soheil Ayari        | Courage C60-Peugeot       | LMP900 | 352     | 9.º  | 7.º        |
| 2005 | Pescarolo Sport                        | Soheil Ayari Sébastien Loeb           | Pescarolo C60 Hybrid-Judd | LMP1   | 288     | DNF  | DNF        |
| 2006 | Pescarolo Sport                        | Sébastien Loeb Franck Montagny        | Pescarolo C60 Hybrid-Judd | LMP1   | 376     | 2.º  | 2.º        |
| 2014 | IMSA Performance Matmut                | Erik Maris Jean-Marc Merlin           | Porsche 997 GT3-RSR       | GTE Am | 317     | 34.º | 13.º       |

### Deutsche Tourenwagen Masters
(Clave) (negrita indica pole position) (cursiva indica vuelta rápida)
| Año  | Equipo             | Automóvil                | 1         | 2       | 3       | 4        | 5        | 6        | 7       | 8         | 9       | 10      | 11      | 12      | 13      | 14       | 15       | 16        | 17        | 18        | 19     | 20     | Pos. | Puntos |
| ---- | ------------------ | ------------------------ | --------- | ------- | ------- | -------- | -------- | -------- | ------- | --------- | ------- | ------- | ------- | ------- | ------- | -------- | -------- | --------- | --------- | --------- | ------ | ------ | ---- | ------ |
| 2000 | Opel Team Holzer 2 | Opel Astra V8 Coupé      | HOC 1 Ret | HOC 2 7 | OSC 1 4 | OSC 2 10 | NOR 1 15 | NOR 2 15 | SAC 1 4 | SAC 2 16† | NÜR 1 8 | NÜR 2 7 | LAU 1 C | LAU 2 C | OSC 1 4 | OSC 2 10 | NÜR 1 14 | NÜR 2 Ret | HOC 1 6   | HOC 2 7   |        |        | 9.º  | 53     |
| 2002 | OPC Euroteam       | Opel Astra V8 Coupé 2001 | HOC QR    | HOC CR  | ZOL QR  | ZOL CR   | DON QR   | DON CR   | SAC QR  | SAC CR    | NOR QR  | NOR CR  | LAU QR  | LAU CR  | NÜR QR  | NÜR CR   | A1R QR   | A1R CR    | ZAN QR 16 | ZAN CR 14 | HOC QR | HOC CR | 24.º | 0      |

- †   - Se retiró, pero fue clasificado ya que completó el 90% de la distancia de carrera del ganador.

### Campeonato Mundial de Turismos
(Clave) (negrita indica pole position) (cursiva indica vuelta rápida)
| Año  | Equipo                | Automóvil   | 1     | 2     | 3     | 4     | 5     | 6     | 7     | 8     | 9     | 10    | 11    | 12    | 13        | 14        | 15    | 16    | 17    | 18    | 19    | 20    | Pos. | Puntos |
| ---- | --------------------- | ----------- | ----- | ----- | ----- | ----- | ----- | ----- | ----- | ----- | ----- | ----- | ----- | ----- | --------- | --------- | ----- | ----- | ----- | ----- | ----- | ----- | ---- | ------ |
| 2005 | Peugeot Sport Denmark | Peugeot 407 | ITA 1 | ITA 2 | FRA 1 | FRA 2 | GBR 1 | GBR 2 | SMR 1 | SMR 2 | MEX 1 | MEX 2 | BEL 1 | BEL 2 | GER 1 RET | GER 2 RET | TUR 1 | TUR 2 | ESP 1 | ESP 2 | MAC 1 | MAC 2 | NC   | 0      |

#### K&N Pro Series East
| 2012 | Euro-RaceCar NASCAR Touring | 61 | Chevy | BRI | GRE | RCH | IOW | BGS | GRE | LGY | CNB | COL | IOW | NHA DNQ | DOV | GRE | CAR | N/A | - |

#### Whelen Euro Series - Elite 1
| 2013 | Still Racing          | 100 | Chevy | NOG | NOG | DIJ | DIJ | BRH | BRH | TOU 19 | TOU 10 | MNZ | MNZ | LEM    | LEM   | 36º | ?  |
| 2017 | Alex Caffi Motorsport | 27  | Ford  | VAL | VAL | BRH | BRH | VEN | VEN | HOC    | HOC    | FRA | FRA | ZOL 14 | ZOL 9 | 35º | 60 |